# 奥尔贾泰奥洛纳
奥尔贾泰奥洛纳（義大利語：Olgiate Olona），是意大利瓦雷泽省的一个市镇。总面积7平方公里，人口12061人，人口密度1723.0人/平方公里（2009年）。国家统计（ISTAT）代码为012108。